# Liste der National Historic Landmarks in Wyoming
Die Liste der National Historic Landmarks in Wyoming führt alle 27 Objekte und Stätten im US-amerikanischen Bundesstaat Wyoming auf, die vom National Register of Historic Places zur National Historic Landmark erklärt wurden.

## Legende
| NHL  | National Historic Landmark          |
| NHLD | National Historic Landmark District |

## Derzeitige NHLs in Wyoming
|    | Name der Stätte                             | Bild | Jahr          | Ort                                                         | County             | Beschreibung |
| -- | ------------------------------------------- | --- | ------------- | ----------------------------------------------------------- | ------------------ | --- |
| 1  | Ames Monument                               | | 31. Okt. 2016 | Sherman                                                     | Albany             | Großes Denkmal von Henry Hobson Richardson in Form einer Pyramide. Markiert den höchsten Punkt der First Transcontinental Railroad.                                                                                  |
| 2  | Expedition Island                           | Expedition Island | 24. Nov. 1968 | Green River                                                 | Sweetwater         | Expedition Island ist ein Park in Green River, der die Stätte bezeichnet, an der Major John Wesley Powell 1871 seine Expedition entlang des Green River und Colorado River begann.                                   |
| 3  | Fort D.A. Russell                           | 1997 HABS photo | 15. Mai 1975  | Cheyenne                                                    | Laramie            | 1867 wurde das Fort gegründet, um die Arbeiter für den Bau der Union Pacific Railroad zu beschützen. 1871 war es Stützpunkt des Pawnee Scout Battalion (Soldaten).                                                   |
| 4  | Fort Phil Kearny and Associated Sites       | Palisadenwand von Fort Kearny | 19. Dez. 1960 | Story                                                       | Johnson            | Fort Phil Kearny war eine Basis der United States Army während der späten 1860er-Jahre im heutigen nordöstlichen Wyoming am Bozeman Trail.                                                                           |
| 5  | Fort Yellowstone                            | Foto von Fort Yellowstone (Armygebäude, moderne Kfz, Yellowstone Landschaft im Hintergrund).                                       | 31. Juli 2003 | Yellowstone National Park                                   | Park               | Fort Yellowstone ist eine ehemalige United-States-Army-Basis, die 1888 gegründet wurde, um den Park zu beobachten. Das Fort soll zum Verwaltungszentrum des Yellowstone National Parks ausgebaut werden.             |
| 6  | Heart Mountain Relocation Center            | | 20. Sep. 2006 | Ralston                                                     | Park               | Ein Lager zur Internierung japanischstämmiger Amerikaner im Zweiten Weltkrieg. |
| 7  | Hell Gap Archaeological Site                | | 23. Dez. 2016 | Guernsey                                                    | Goshen             | Archäologische Stätte in den Great Plains. |
| 8  | Horner Site                                 | | 20. Jan. 1961 | Cody                                                        | Park               | Nichtöffentliche Fundstätte mit Artefakten einer steinzeitlichen Kultur, 5000 v. Chr. |
| 9  | Independence Rock                           | Foto des Unabhängigkeitsfelsens (Salbei-Steppe Vegetation im Vordergrund).                                                         | 20. Jan. 1961 | Casper                                                      | Natrona            | Der Independence Rock ist ein großer Granit-Felsen, ca. 40 m hoch, eine Landmarke am Oregon Trail und California Trail im südwestlichen Natrona County.                                                              |
| 10 | Jackson Lake Lodge                          | Foto des Jackson Lake Lodge, eine moderne Struktur (horizontale Linien zwischen vertikalen Bäumen des Grand Teton National Parks). | 31. Juli 2003 | Grand Teton National Park                                   | Teton              | Die Lodge wurde vom Architekten Gilbert Stanley Underwood entworfen und 1955 fertiggestellt, der Internationale Stil repräsentiert einen Bruch mit der vorherigen rustikalen Architektur der Nationalparkverwaltung. |
| 11 | Lake Guernsey State Park                    | 1974 HABS photo | 25. Sep. 1997 | Guernsey                                                    | Platte             | Die meisten der Staatspark-Gebäude wurden durch den Civilian Conservation Corps gebaut. |
| 12 | Lake Hotel                                  | | 15. Apr. 2015 | Yellowstone-Nationalpark                                    | Teton              | Ein 1891 errichtetes Hotel am Nordufer des Yellowstone Lake. |
| 13 | Medicine Wheel/Medicine Mountain            | | 29. Aug. 1970 | Lovell                                                      | Big Horn           | Ein Medicine Wheel der Prärie-Indianer. |
| 14 | Murie Ranch Historic District               | Estes Cabin, Murie Ranch | 17. Feb. 2006 | Grand Teton National Park                                   | Teton              | Eine Gruppe von Farmhäusern im Grand Teton National Park, die in den 1940er-Jahren dem Naturschützer Olaus Murie, seiner Frau Margaret Murie, Wissenschaftler Adolph Murie und seiner Frau Louise gehörten.          |
| 15 | Norris, Madison, and Fishing Bridge Museums | Außenfoto des Fishing Bridge Museums                                                                                               | 28. Mai 1987  | Yellowstone National Park 44° 43′ 27,3″ N, 110° 42′ 20,8″ W | Teton und Park     | Drei Museen entlang von Routen in „National Park Service Rustic“-Stil im Yellowstone National Park. |
| 16 | Obsidian Cliff                              | Obsidian Cliff | 19. Juni 1996 | Yellowstone National Park                                   | Park               | Obsidianfreilegung (vulkanisches Glas). Abbaustätte für sie Menschen in prähistorischer Zeit. |
| 17 | Old Faithful Inn                            | | 28. Mai 1987  | Yellowstone National Park 44° 27′ 28,2″ N, 110° 49′ 49,1″ W | Teton              | Ein Hotel des National Park Service beim Old Faithful im rustikalen Holz-Baustil. |
| 18 | Oregon Trail Ruts                           | Zugtier- und Wagenspuren im Oregon Trail                                                                                           | 23. Mai 1966  | Guernsey                                                    | Platte             | Ein 0,8 km langer Abschnitt des Oregon Trail mit Zugtier- und Wagenspuren. |
| 19 | J. C. Penney Historic District              | | 2. Juni 1978  | Kemmerer                                                    | Lincoln            | Gebäude, die mit James Cash Penneys Gründung des Kaufhauses J. C. Penney verbunden sind. |
| 20 | Sheridan Inn                                | HABS photo | 29. Jan. 1964 | Sheridan 44° 48′ 24,6″ N, 106° 57′ 12″ W                    | Sheridan           | Das Hotel, das von Buffalo Bill geführt wurde. |
| 21 | South Pass                                  | South Pass vom Westen aus gesehen                                                                                                  | 20. Jan. 1961 | South Pass City                                             | Fremont            | Dies war der leichteste Pass über die Rocky Mountains (Continental Divide) im 19. Jahrhundert, der von amerikanischen Pionieren, Pelzhändlern und Bergbauern benutzt wurde.                                          |
| 22 | Swan Land and Cattle Company Head- quarters | 1974 HABS Foto | 19. Juli 1964 | Chugwater                                                   | Platte             | Die heute noch bestehenden Gebäude umfassen ein Ranchhaus, Scheune und Lebensmittel-Geschäft, für dieses 1883 in Schottland gegründete Unternehmen.                                                                  |
| 23 | Tom Sun Ranch                               | | 19. Dez. 1960 | Casper                                                      | Carbon und Natrona | Dies war eine typische mittelgroße Farm während der 1870er- und 1880er-Jahre. Tom Sun war ein französisch-kanadischer Rinderzüchter und Pionier.                                                                     |
| 24 | Union Pacific Railroad Depot                | HABS Foto | 15. Feb. 2006 | Cheyenne                                                    | Laramie            | Bahnhof und zugehörige Gebäude. |
| 25 | Upper Green River Rendezvous Site           | | 5. Nov. 1961  | Daniel                                                      | Sublette           | Von 1833 bis 1840 der Ort regelmäßiger, Rendezvous genannter, Pelzhandelstreffen, am Green River. |
| 26 | Wapiti Ranger Station                       | Wapiti Ranger-Station | 23. Mai 1963  | Wapiti 44° 27′ 50″ N, 109° 36′ 58,1″ W                      | Park               | Erste U.S. Forest Service Park-Ranger-Station. |
| 27 | Wyoming State Capitol                       | | 4. Mai 1987   | Cheyenne 41° 8′ 23,4″ N, 104° 49′ 11,7″ W                   | Laramie            | Das heutige Capitol des US-Bundesstaats Wyomings. |

Aufgrund des Status der Gedenkstätte automatisch ein National Historic Landmark:
- Fort Laramie National Historic Site